# Léren
Léren ist eine französische Gemeinde mit 211 Einwohnern (Stand 1. Januar 2022) im Département Pyrénées-Atlantiques in der Region Nouvelle-Aquitaine (vor 2016: Aquitanien). Die Gemeinde gehört zum Arrondissement Oloron-Sainte-Marie (bis 2016: Arrondissement Pau) und zum Kanton Orthez et Terres des Gaves et du Sel (bis 2015: Kanton Salies-de-Béarn).
Der Name in der gascognischen Sprache lautet Lèren. Die Bewohner werden Lérenois und Lérenoises genannt.

## Geographie
Léren liegt ca. 60 km nordwestlich von Oloron-Sainte-Marie in der historischen Provinz Béarn an der nördlichen Grenze zum benachbarten Département Landes.
Umgeben wird der Ort von den Nachbargemeinden:
|      | Sorde-l’Abbaye (Landes)                     |                         |
| Came | Kompassrose, die auf Nachbargemeinden zeigt | Sorde-l’Abbaye (Landes) |
|      | Saint-Pé-de-Léren                           |                         |

Léren befindet sich im Einzugsgebiet des Flusses Adour und liegt am linken Ufer des Gave d’Oloron, einem Nebenfluss des Gave de Pau. Ein Zufluss des Gave de Pau, der Baniou, hier auch Arriougrand genannt, fließt an der westlichen Grenze der Gemeinde entlang.

## Geschichte
Die Gemeinde wurde im Bistum Dax gegründet und im 12. Jahrhundert erstmals im Kopialbuch der Abtei Saint-Jean de Sorde erwähnt. Sie bildete einen wichtigen Durchgangsort für Pilger auf dem Jakobsweg nach Santiago de Compostela. Deshalb wurde ein Hospital für die Pflege der Pilger eingerichtet und es gab seit dem Mittelalter eine Brücke über den Gave, die später durch eine Furt und eine Fähre ersetzt wurde. Bis 1790 gehörte die Gemeinde in der Folge zum Herzogtum von Gramont.
Weitere Toponyme und Erwähnungen von Léren waren:
- Sent-Bisentz de Leren (1472, Notare aus Labastide-Villefranche),
- Leren (1750, 1793 und 1801, Karte von Cassini, Notice Communale bzw. Bulletin des lois) und
- Léren (1863, Dictionnaire topographique du département des Basses-Pyrénées).[5][6][7]

## Einwohnerentwicklung
Nach Höchstständen der Einwohnerzahl von rund 470 in der ersten Hälfte des 19. Jahrhunderts reduzierte sich die Zahl bei kurzen Erholungsphasen bis zu den 1990er Jahren auf unter 200 Einwohner, bevor ein moderates Wachstum auf ein Niveau von über 200 Bewohnern einsetzte, das bis heute gehalten wird.
| Jahr      | 1962 | 1968 | 1975 | 1982 | 1990 | 1999 | 2006 | 2009 | 2022 |
| --------- | ---- | ---- | ---- | ---- | ---- | ---- | ---- | ---- | ---- |
| Einwohner | 216  | 210  | 203  | 192  | 182  | 192  | 221  | 229  | 211  |

## Sehenswürdigkeiten
- Pfarrkirche Saint-Vincent. Die romanische Kirche ist im 12. Jahrhundert von Benediktinern der Abtei Saint-Jean de Sorde erbaut worden und damit eines der ältesten Gotteshäuser im Unterlauf des Gave d’Oloron. Ihr weit zurückliegender Ursprung lässt sich noch heute am rechteckigen Grundriss des Langhauses, an der halbrunden Apsis und am Glockengiebel mit zwei Ausbuchtungen erkennen. Das Langhaus ist innen mit einem Balkenwerk aus Holz gedeckt und wird durch Rundbogenfenster mit Gewände beleuchtet.[10]

- Schloss Bergeras. Das Gebäude wurde im 17. Jahrhundert errichtet und sah viele Zeitgenossen des Musketiers d’Artagnan. Vom 16. Jahrhundert bis 1790 war es Sitz der Justiz der Grundherrschaft. Die Kreuzstockfenster sind aus Stein gearbeitet und die oberen Etagen werden von Okuli verziert. Ein rechteckiger Turm birgt eine breite Steintreppe. Nebengebäude sind um den weiten Innenhof angeordnet: Schuppen, Hühnerstall, Taubenschlag, Weinkeller.[11]

- Haus Lassalle, errichtet im 18. Jahrhundert. Das Besondere an diesem Bauernhaus mitten im Béarn sind architektonische Elemente, die an den Stil der Bauernhäuser im Baskenland erinnern: die Fassade der Giebelwand, die flache, den Hof umschließende Mauer, die Verteilung der Tür- und Fensteröffnungen, die Toreinfahrt, die zum ezkaratz zu führen scheint.[12]

## Wirtschaft und Infrastruktur

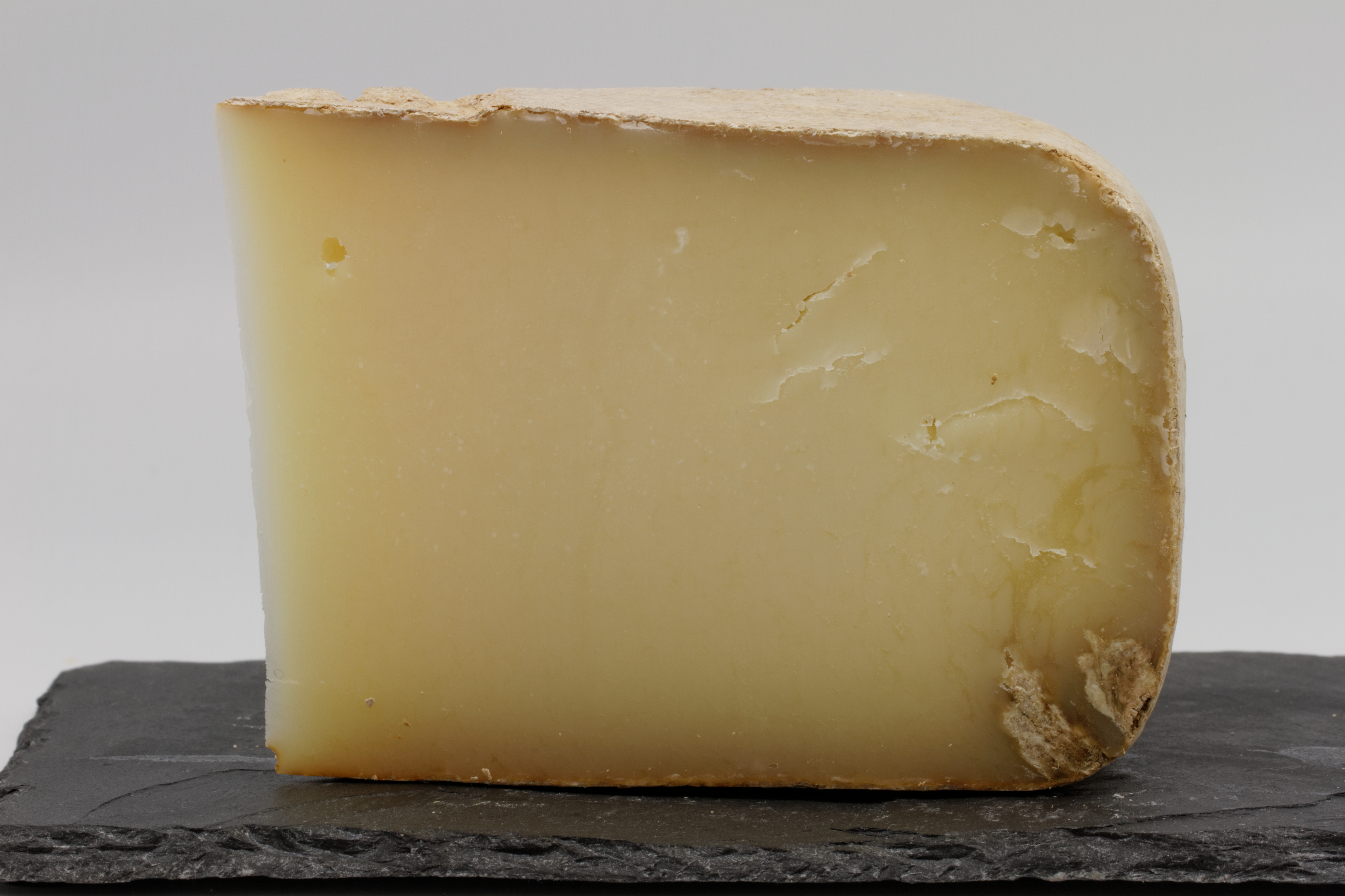
Ossau-Iraty

Landwirtschaft und Dienstleistungen sind die wichtigsten Wirtschaftsfaktoren der Gemeinde. Léren liegt in den Zonen AOC des Ossau-Iraty, eines traditionell hergestellten Schnittkäses aus Schafmilch, sowie der Schweinerasse und des Schinkens „Kintoa“.

### Bildung
Die Gemeinde verfügt über eine öffentliche Grundschule.

### Verkehr
Léren wird durchquert von der Route départementale 28.
Die Autoroute A64, genannt La Pyrénéenne, durchquert das Gemeindegebiet, allerdings ohne direkte Ausfahrt zum Ort.

## Persönlichkeiten
- Pierre de Salles, Musketier des französischen Königs und Magistrat des Herzogs von Gramont, wurde in Léren geboren.